# Hylte skans
Hylte skans i Markaryds socken i Småland, på Ulfsbäcks kungsgårds ägor, uppfördes i februari 1644 av Gustaf Horn till skydd för den svenska härens förråd och förbindelser efter dess inmarsch i Skåne. Skansen behölls efter krigets slut och förstärktes till och med 1646, men 12 december 1647 befallde Kungl. Maj:t att skansen skulle raseras.